# Опанасенко, Екатерина Парфентьевна
Екатери́на Парфе́нтьевна Опана́сенко (2 мая 1936, село Чурубаш, Ленинский район, КАССР, РСФСР, СССР — 18 мая 2016, Приозёрное, Ленинский район, Крым) — доярка колхоза им. XIX партсъезда Ленинского района Крымской области, Герой Социалистического Труда (1971).

## Биография
Родилась в селе Чурубаш, ныне Приозёрное, работала с 15 лет, сначала телятницей, потом дояркой в колхозе "Путь Ильича" (село Сокольское), уже в 1954 году — участница ВДНХ, в 1956 года в колхозе им. XIX партсъезда, село Приозёрное. 
Указом Президиума Верховного Совета СССР от 22 марта 1966 года награждена орденом Ленина, 8 апреля 1971 года присвоено звание Героя Социалистического Труда.
Награждена ещё двумя орденами Ленина, орденом Октябрьской революции, двумя золотыми и серебряной медалями ВДНХ, 29 марта 2002 года — Почетной грамотой Совета министров Автономной Республики Крым за выдающиеся заслуги в период трудовой деятельности. 
Проживала в родном селе Приозёрное.